# Attentats du 1er juin 2021 à Kaboul
 (juin 2021).
Les attentats du 1er juin 2021 à Kaboul sont deux attentats à la bombe survenus le 1er juin 2021 contre des bus à Kaboul, en Afghanistan. Les attaques ont fait au moins 10 morts et 12 blessés. Les attaques ont eu lieu dans un quartier majoritairement hazara de Kaboul. Les Hazaras ont déjà été ciblés par l'EIIL. Le 2 juin, l'EIIL a revendiqué l'attaque par télégramme.